# (35996) 1999 NN20
1999 NN20 (asteroide 35996) é um asteroide da cintura principal. Possui uma excentricidade de 0.20811480 e uma inclinação de 2.64767º.
Este asteroide foi descoberto no dia 14 de julho de 1999 por LINEAR em Socorro.